# Дін Пуллар
Дін Пуллар (англ. Dean Pullar, 11 травня 1973) — австралійський стрибун у воду.
Призер Олімпійських Ігор 2000 року, учасник 2004 року.
Призер Чемпіонату світу з водних видів спорту 1998 року.
Призер Ігор Співдружності 1998 року.